# Gota xinesa

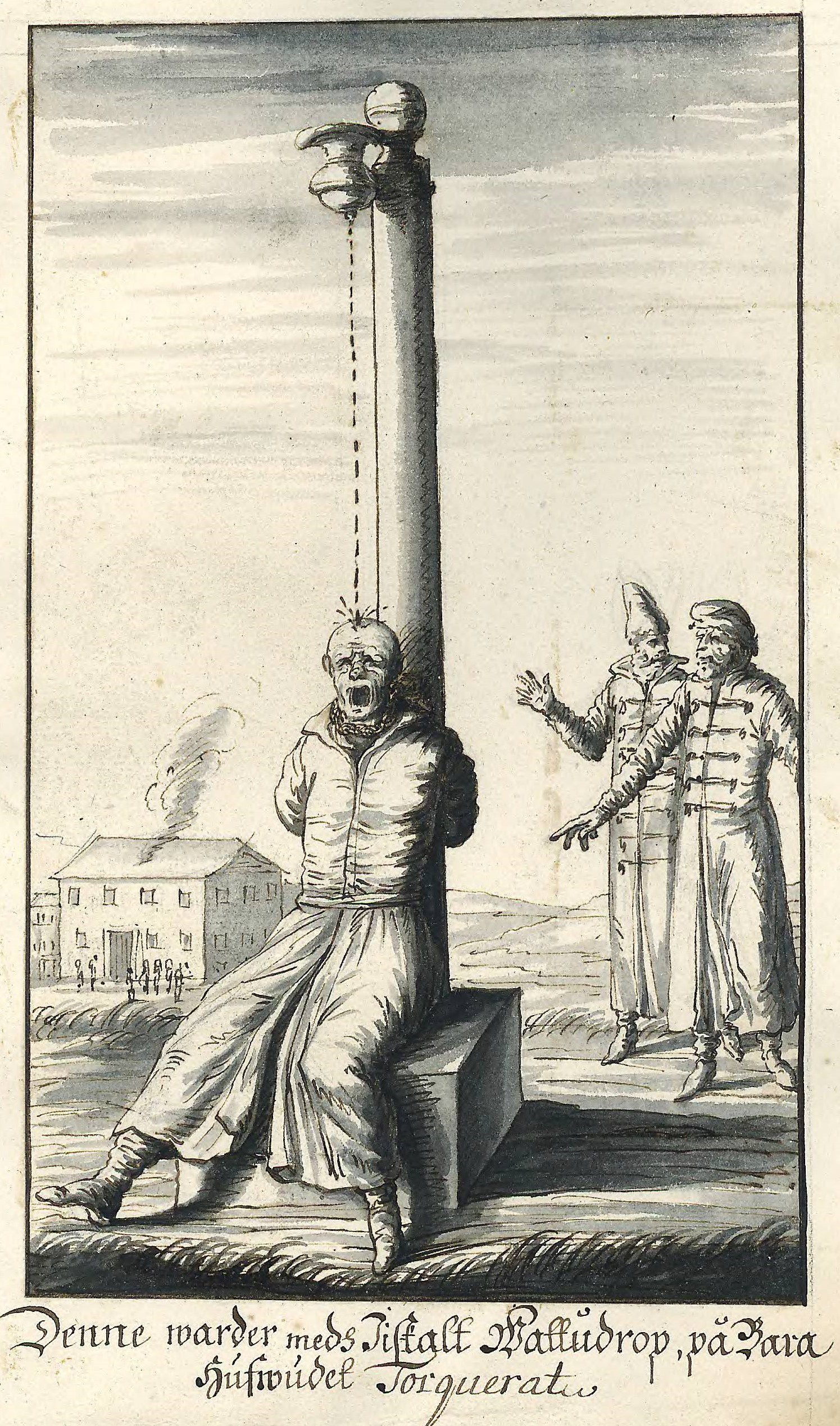
1674

La gota xinesa és un mètode de tortura psicològica que no s'ha de confondre amb la bota malaia, un altre mètode de tortura que per la seva homofonia de vegades se sent com a «gota malaia».
La gota xinesa consistia a immobilitzar el reu en decúbit supí, és a dir, estirat de panxa enlaire, de manera que li caigués sobre el front una gota d'aigua freda cada cinc segons. Després d'algunes hores el degoteig continu provocava dany físic a la pell, similar a la que pateixen la punta dels dits després d'un bany d'immersió. Tot i que la veritable tortura per a la víctima era la bogeria que li provocava el no poder dormir a causa de la constant interrupció per les gotes, ni poder beure aquesta aigua quan la set l'ataqués, amb la qual cosa al cap de pocs dies sobrevenia la mort per aturada cardiorespiratòria.
És per aquest motiu que també es coneix per extensió com a «tortura xinesa» qualsevol situació incòmoda i desagradable quan és reiterada o sostinguda en el temps.